# Wissam Ben Yedder
Wissam Ben Yedder (* 12. srpna 1990 Sarcelles) je francouzský profesionální fotbalista, který hraje na pozici útočníka v klubu Ligue 1 AS Monaco a ve francouzském národním týmu.
Poté, co zahájil svou kariéru v amatérském klubu UJA Alfortville, v roce 2010 přestoupil do Toulouse. Celkem za ně celkem vstřelil 71 gólů ve 174 zápasech, čímž překonal klubový rekord Andrého-Pierra Gignaca a stal se nejlepším klubovým ligovým střelcem 21. století. V roce 2016 se přesunul do španělské Sevilly za 9 milionů euro, kde ve třech sezónách nastřílel 70 gólů ve 138 zápasech. V roce 2019 následoval přestup za 40 milionů euro do Monaka a ve své první sezóně se stal nejlepším střelcem Ligue 1, společně s Kylianem Mbappém.
Na mezinárodní úrovni reprezentoval Ben Yedder Francii na úrovni do 21 let a hrál i za futsalovou reprezentaci. V seniorské reprezentaci debutoval v březnu 2018.

## Klubová kariéra

### Toulouse
Ben Yedder se narodil v Sarcelles, Île-de-France, a je tuniského původu. Jedním z jeho dětškých přátel byl Rijád Mahriz. Ben Yedder zahájil svou kariéru v místním amatérském klubu UJA Alfortville, odkud se poté v roce 2010 přesunul do prvoligového Toulouse.
16. října 2010 debutoval v domácí prohře 0:2 s Paris Saint-Germain, když na posledních 29 minut nahradil Yannise Tafera. V prvních dvou sezónách odehrál 13 utkání a 21. dubna 2012 vstřelil svůj první gól za Toulouse: deset minut poté, co nahradil Paula Machada, vyrovnal na 1:1 v zápase proti Evianu.
V následujících třech sezónách v Ligue 1 zaznamenal Ben Yedder 15, 16 a 14 gólů. 30. listopadu 2013 Ben Yedder zaznamenal hattrick při domácím vítězství 5:1 nad Sochaux. Další hattrick zaznamenal 17. května 2014, když pomohl Toulouse k vítězství 3:1 nad Valenciennes.
Ben Yedder proměnil penaltu při zápasu proti Caen 20. září 2014. Dosáhl tak hranice 35 ligových gólů v dresu Toulouse a překonal tak Andrého-Pierra Gignaca a stal se nejlepším klubovým ligovým střelcem 21. století. Milníku 50 gólů v soutěži dosáhl 19. prosince 2015, když je otevřel skóre v zápase proti Lille. 9. ledna následujícího roku si připsal další hattrick při výhře 3:1 proti Remeši.

### Sevilla

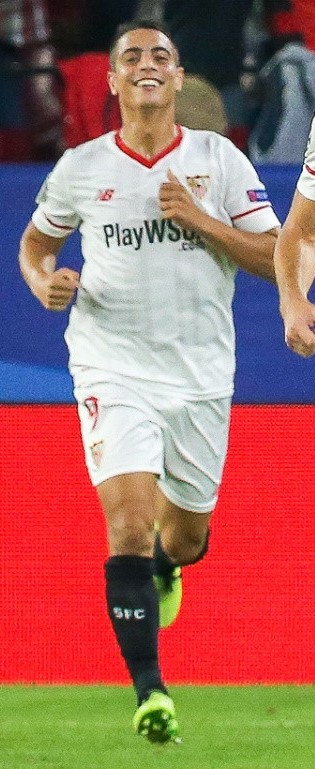
Ben Yedder v dresu Sevilly (2017)

30. července 2016 podepsal Ben Yedder pětiletou smlouvu se španělským klubem Sevilla FC za údajný poplatek za přestup ve výši 9 milionů euro. Poté, co 9. srpna, v utkání Superpoháru UEFA zůstal na lavičce náhradníků, debutoval o pět dní později, když v 61. minutě prvního utkání španělského superpoháru s Barcelonou nahradil Luciana Vietta. Dne 20. srpna se objevil v základní sestavě ve svém prvním zápase La Ligy proti RCD Espanyol a na stadionu Ramóna Sáncheze Pizjuána vstřelil gól při vítězství 6:4.
Ben Yedder vstřelil pět gólů ve dvojzápase Copy del Rey proti SD Formentera v prosinci 2016, včetně hattricku v domácím vítězství 9:1 v odvetném utkání. Díky tomu se stal nejlepším střelcem turnaje spolu s Lionelem Messim. Dne 7. ledna 2017 zaznamenal hattrick při výhře 4:0 v ligovém zápase proti Realu Sociedad.
V zápase Sevilly v Lize mistrů UEFA 2017/18 26. září vstřelil Ben Yedder všechny tři góly při vítězství v základní skupině nad slovinským Mariborem. 13. března 2018, v odvetném utkání osmifinále Ligy mistrů UEFA proti Manchesteru United na Old Trafford, nastoupil v 72. minutě jako náhradník a v rozpětí 4 minut dal dva góly, čímž pomohl zajistit vítězství 2:1 a dovedl tak Sevillu do čtvrtfinále Ligy mistrů UEFA poprvé od roku 1958.
V září 2018 vstřelil Ben Yedder v průběhu tří dnů pět gólů, dva při výhře v zápase Evropské ligy proti Standardu Lutych a hattrick při vítězství 6:2 proti Levante.

### Monaco
14. srpna 2019 podepsal Ben Yedder pětiletou smlouvu s Monakem poté, co aktivovali jeho výstupní klauzuli ve výši 40 milionů euro, čímž se stal rekordním prodejem Sevillského klubu. Debutoval o tři dny později, v základní sestavě se objevil spolu s dalším debutantem Henrym Onyekuru a ze základní sestavy vytlačil Radamela Falcaa; zápas proti Métám skončil porážkou 3:0. 25. srpna vstřelil svůj první gól v klubu, a to ve svém prvním zápase na Stade Louis II při remíze 2:2 s Nîmes.
V prosinci 2019 získal Ben Yedder ocenění Hráč měsíce UNFP za zaznamenání čtyř gólů a dvě asistence ve čtyřech utkáních, včetně dvou přihrávek při domácím vítězství 5:1 nad Lille dne 21. prosince. Jeho první sezóna v klubu byla předčasně ukončena počátkem března 2020 kvůli pandemii covidu-19. V Ligue 1 vstřelil ve 26 utkáních 18 branek, a stal se tak spolu s Kylianem Mbappém nejlepším ligovým střelcem.

## Reprezentační kariéra
Ben Yedder odehrál za dva futsalové zápasy ve francouzské reprezentaci. Ve francouzské jednadvacítce odehrál devět utkání ve kterých se jednou střelecky prosadil.
Vzhledem k tomu, že rodiče Ben Yeddera pocházejí z Tuniska, mohl reprezentovat kromě Francie i tento severoafrický stát. V říjnu 2017 odmítl nabídku reprezentovat Tunisko na Mistrovství světa 2018.
V březnu 2018 jej Didier Deschamps povolal do týmu na dva přátelské zápasy proti Kolumbii a Rusku. Debutoval v zápase proti Kolumbii 23. března na Stade de France, když na posledních 17 minut nahradil Oliviera Girouda. 17. května byl povolán na Mistrovství světa 2018.
11. června 2019 se Ben Yedder poprvé objevil v základní sestavě a vstřelil svůj první mezinárodní gól, když se prosadil v kvalifikačním zápase na Euro 2020 proti Andoře.

## Statistiky

### Klubové
K 3. březnu 2021
| Klub            | Sezóna  | Liga                   | Liga   | Liga | Národní pohár | Národní pohár | Ligový pohár | Ligový pohár | Evropské poháry | Evropské poháry | Ostatní | Ostatní | Celkem | Celkem |
| Klub            | Sezóna  | Liga                   | Zápasy | Góly | Zápasy        | Góly          | Zápasy       | Góly         | Zápasy          | Góly            | Zápasy  | Góly    | Zápasy | Góly   |
| --------------- | ------- | ---------------------- | ------ | ---- | ------------- | ------------- | ------------ | ------------ | --------------- | --------------- | ------- | ------- | ------ | ------ |
| UJA Alfortville | 2009/10 | Championnat National 2 | 23     | 9    | 0             | 0             | —            | —            | —               | —               | —       | —       | 23     | 9      |
| Toulouse        | 2010/11 | Ligue 1                | 4      | 0    | 1             | 0             | 0            | 0            | —               | —               | —       | —       | 5      | 0      |
| Toulouse        | 2011/12 | Ligue 1                | 9      | 1    | 1             | 0             | 1            | 0            | —               | —               | —       | —       | 11     | 1      |
| Toulouse        | 2012/13 | Ligue 1                | 34     | 15   | 2             | 0             | 1            | 0            | —               | —               | —       | —       | 37     | 15     |
| Toulouse        | 2013/14 | Ligue 1                | 38     | 16   | 2             | 0             | 2            | 1            | —               | —               | —       | —       | 42     | 17     |
| Toulouse        | 2014/15 | Ligue 1                | 36     | 14   | 1             | 1             | 1            | 0            | —               | —               | —       | —       | 38     | 15     |
| Toulouse        | 2015/16 | Ligue 1                | 35     | 17   | 2             | 1             | 4            | 5            | —               | —               | —       | —       | 41     | 23     |
| Toulouse        | Celkem  | Celkem                 | 156    | 63   | 9             | 2             | 9            | 6            | —               | —               | —       | —       | 174    | 71     |
| Sevilla         | 2016/17 | La Liga                | 31     | 11   | 4             | 5             | —            | —            | 5               | 2               | 2       | 0       | 42     | 18     |
| Sevilla         | 2017/18 | La Liga                | 25     | 9    | 6             | 3             | —            | —            | 11              | 10              | —       | —       | 42     | 22     |
| Sevilla         | 2018/19 | La Liga                | 35     | 18   | 5             | 2             | —            | —            | 13              | 10              | 1       | 0       | 54     | 30     |
| Sevilla         | Celkem  | Celkem                 | 91     | 38   | 15            | 10            | —            | —            | 29              | 22              | 3       | 0       | 138    | 70     |
| Monaco          | 2019/20 | Ligue 1                | 26     | 18   | 3             | 1             | 2            | 0            | —               | —               | —       | —       | 31     | 19     |
| Monaco          | 2020/21 | Ligue 1                | 27     | 13   | 0             | 0             | —            | —            | —               | —               | —       | —       | 27     | 13     |
| Monaco          | Celkem  | Celkem                 | 53     | 31   | 3             | 1             | 2            | 0            | —               | —               | —       | —       | 58     | 32     |
| Celkem          | Celkem  | Celkem                 | 323    | 141  | 27            | 13            | 11           | 6            | 29              | 22              | 3       | 0       | 392    | 182    |

### Reprezentační
K 11. listopadu 2020
| Francie | Francie | Francie |
| Rok     | Zápasy  | Góly    |
| ------- | ------- | ------- |
| 2018    | 1       | 0       |
| 2019    | 7       | 2       |
| 2020    | 3       | 0       |
| Celkem  | 11      | 2       |

### Reprezentační góly
K zápasu odehranému 11. listopadu 2020. Skóre a výsledky Francie jsou vždy zapisovány jako první
| Gól | Datum           | Místo                                      | Zápas | Skóre   | Skóre | Výsledek | Soutěž                   |
| --- | --------------- | ------------------------------------------ | ----- | ------- | ----- | -------- | ------------------------ |
| 1.  | 11. června 2019 | Estadi Nacional, Andorra la Vella, Andorra | 4.    | Andorra | 2:0   | 4:0      | Kvalifikace na Euro 2020 |
| 2.  | 10. září 2019   | Stade de France, Saint-Denis, Francie      | 5.    | Andorra | 3:0   | 3:0      | Kvalifikace na Euro 2020 |

## Ocenění
Individuální
- Hráč měsíce Ligue 1: Prosinec 2019[21]
- Nejlepší střelec Ligue 1: 2019/20 (spolu s Kylianem Mbappém)